# Hylobates lar vestitus
El gibón de manos blancas de Sumatra (Hylobates lar vestitus) es una subespecie del gibón de manos blancas (Hylobates lar), un primate hominoideo de la familia Hylobatidae que habita en la isla de Sumatra, Indonesia. Comparte la copa de los árboles con el orangután de Sumatra (Pongo abelii) y al igual que este raramente baja al suelo para evitar los depredadores.